# Pyramideklokke
Pyramide-Klokke (Campanula pyramidalis) er en af art af klokke-slægten, som er hjemmehørende i det sydøstlige Europa i Italien og det vestlige Balkan. Dens latisnke navn pyramidalis henviser til dens pyramide-lignende form.
Det er en kortvarig staude, som vokser til at blive op 1,5 m høj. Dens blade er brede og ovale på den nederste del af stænglen, hvorefter bladene længere oppe af stilken er slanke og lancet-formede. Blomsterhovedet er klokkeformet, blå og 3-4 cm i diameter. Blomsterne er hermafroditiske, og planten er selvbestøvende. Den kan vokse i mange forskellige jordtyper, og kan håndtere et bredt pH interval af jorden. Den foretrækker en solrig eller delvist skygget placering.
Pyramide-klokker er dyrket som en prydplante på grund af dens duftende blomster. Der er dertil blevet fremavlet flere forskellige sorter med blomster-farver fra hvid til mørkeblå.